# Conn Smythe Trophy

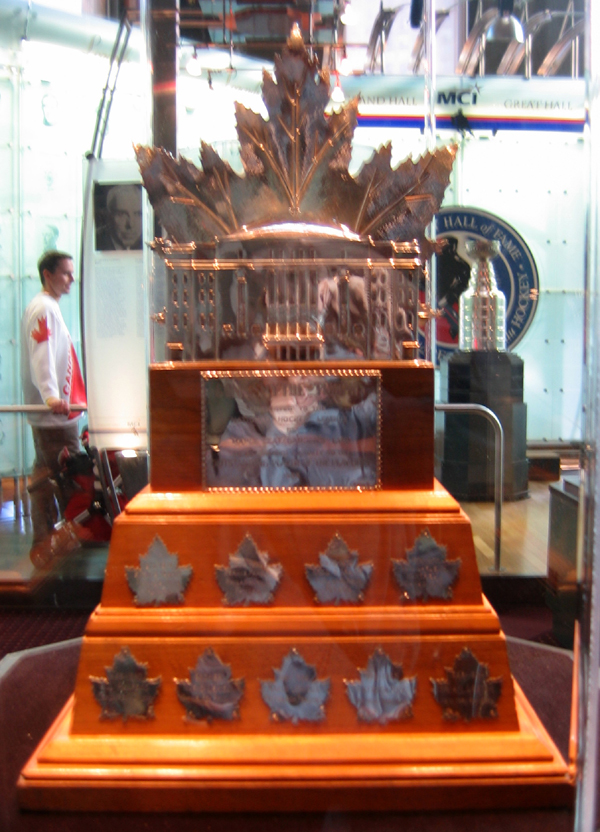
Die Conn Smythe Trophy in der Hockey Hall of Fame in Toronto

Die Conn Smythe Trophy ist eine bedeutende Eishockey-Trophäe in der National Hockey League (NHL). Sie wird jährlich im Anschluss an das letzte Spiel der Stanley-Cup-Finalserie an den wertvollsten Spieler der gesamten Play-offs vergeben. Dieser muss aber nicht zwangsläufig aus der Mannschaft des Stanley-Cup-Siegers stammen.
Die Trophäe wurde nach dem Eishockeyfunktionär Conn Smythe benannt, dem ehemaligen Besitzer und Trainer der Toronto Maple Leafs und Mitglied der Hockey Hall of Fame. Sie wurde 1964 von der Firma Maple Leaf Sports & Entertainment gestiftet und in der Saison 1964/65 erstmals vergeben.
Mit drei Siegen ist der Torwart Patrick Roy Rekordgewinner der Trophäe. Er ist zudem der bisher einzige Spieler, der sie mit zwei unterschiedlichen Teams gewinnen konnte.

## Vergabe und Geschichte

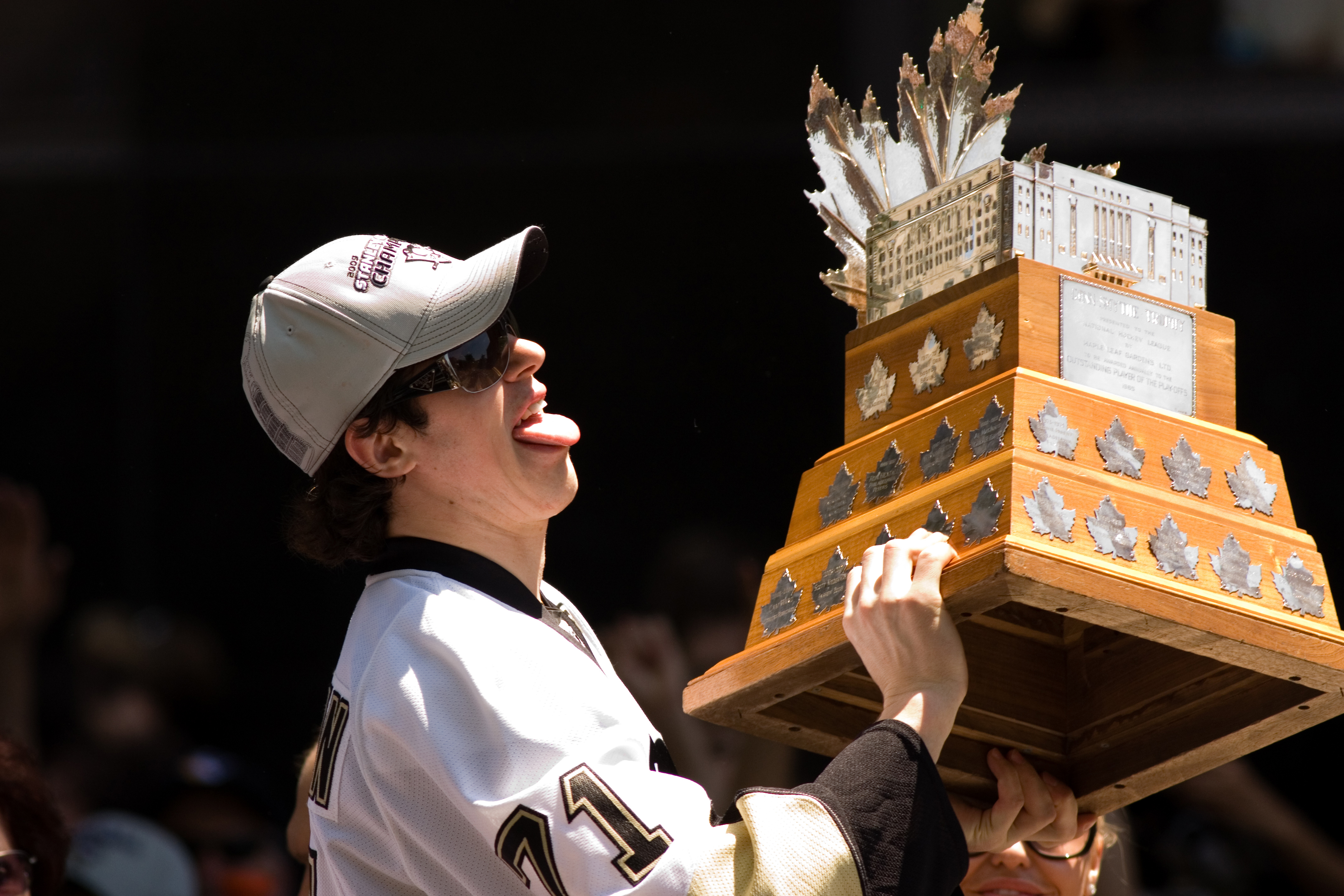
Jewgeni Malkin mit der Conn Smythe Trophy (2009)

Die Conn Smythe Trophy wird durch eine Abstimmung von zwölf bis 15 Mitgliedern der Professional Hockey Writers’ Association vergeben. Darunter sind jeweils drei Journalisten aus den beiden Städten der Teams in der Stanley-Cup-Finalserie. Bereits vor einem möglichen letzten Spiel müssen sich die Abstimmenden auf einen Sieger festlegen, allerdings wird die Abstimmung verworfen, wenn die Serie nach dem Spiel noch nicht beendet ist. Kommt es in der Best-of-Seven-Serie zum entscheidenden siebten Spiel, gibt jeder Abstimmende zwei Versionen an, die von der siegreichen Mannschaft abhängen.
Die Trophäe wird direkt im Anschluss an das letzte Spiel der Stanley-Cup-Playoffs – noch vor der Übergabe des Stanley Cups – durch den NHL-Commissioner verliehen. Sie ist somit die einzige individuelle Trophäe, die nicht im Rahmen der NHL Awards vergeben wird. Außerdem wird im Gegensatz zu den meisten anderen Trophäen nur der Gewinner der Auszeichnung bekannt gegeben, und nicht zusätzlich die zweit- und drittplatzierten Spieler.
Der Sieger der Trophäe muss nicht zwangsläufig aus der Mannschaft des Stanley-Cup-Siegers stammen. So wurden bisher sechs Spieler (darunter vier Torhüter) ausgezeichnet, die nicht im selben Jahr den Stanley Cup gewannen, zuletzt Connor McDavid von den Edmonton Oilers im Jahr 2024. Alle Spieler standen aber zumindest mit ihrem Team in der Finalserie. McDavid und Roger Crozier, der 1966 als erster Torhüter die Trophäe erhielt, sind zudem die einzigen Gewinner der Conn Smythe Trophy, die nie einen Stanley Cup gewannen. Auch Ron Hextall, der insgesamt dreimal im Stanley-Cup-Finale stand, blieb der Cup als Spieler verwehrt. Im Jahr 2012 gewann er ihn aber schließlich als Assistenz-General Manager mit den Los Angeles Kings.
Bis jetzt gelang nur drei verschiedenen Spielern das „Double“ aus der Hart Memorial Trophy für den wertvollsten Spieler der regulären Saison und der Conn Smythe Trophy für den wertvollsten Spieler der Play-offs: Wayne Gretzky in der Saison 1984/85, Guy Lafleur in der Saison 1976/77 und Bobby Orr in den Saisons 1971/72 und 1969/70. Orr ist somit der einzige Spieler, dem dieses Kunststück zweimal gelang.

## Gewinner seit 1965
Insgesamt wurden seit der Einführung der Trophäe 53 verschiedene Spieler in 59 Spielzeiten ausgezeichnet. Im Jahr 2005 wurde die Auszeichnung aufgrund des Lockouts und des damit verbundenen Ausfalls der gesamten Saison nicht vergeben.
Abkürzungen: Pos = Position, GP = Spiele, G = Tore, A = Assists, Pts = Punkte, PIM = Strafminuten

Torhüter-Statistiken: W = Siege, GAA = Gegentorschnitt, Sv% = Fangquote (ab der Saison 1985/86), SO = Shutouts

Alle Daten beziehen sich nur auf die betreffenden Play-offs.
|      |                        |                    |     |                         |    | Spieler-Statistiken | Spieler-Statistiken | Spieler-Statistiken | Spieler-Statistiken | Torhüter-Statistiken | Torhüter-Statistiken | Torhüter-Statistiken | Torhüter-Statistiken |
| Jahr | Name                   |                    | Pos | Team                    | GP | G                   | A                   | Pts                 | PIM                 | W                    | GAA                  | Sv%                  | SO                   |
| ---- | ---------------------- | ------------------ | --- | ----------------------- | -- | ------------------- | ------------------- | ------------------- | ------------------- | -------------------- | -------------------- | -------------------- | -------------------- |
| 2025 | Sam Bennett            | Kanada             | C   | Florida Panthers        | 23 | 15                  | 7                   | 22                  | 48                  |                      |                      |                      |                      |
| 2024 | Connor McDavid         | Kanada             | C   | Edmonton Oilers         | 25 | 8                   | 34                  | 42                  | 10                  |                      |                      |                      |                      |
| 2023 | Jonathan Marchessault  | Kanada             | RW  | Vegas Golden Knights    | 22 | 13                  | 12                  | 25                  | 14                  |                      |                      |                      |                      |
| 2022 | Cale Makar             | Kanada             | D   | Colorado Avalanche      | 20 | 8                   | 21                  | 29                  | 10                  |                      |                      |                      |                      |
| 2021 | Andrei Wassilewski     | Russland           | G   | Tampa Bay Lightning     | 23 |                     |                     |                     |                     | 16                   | 1,90                 | 93,7 %               | 5                    |
| 2020 | Victor Hedman          | Schweden           | D   | Tampa Bay Lightning     | 25 | 10                  | 12                  | 22                  | 24                  |                      |                      |                      |                      |
| 2019 | Ryan O’Reilly          | Kanada             | C   | St. Louis Blues         | 26 | 8                   | 15                  | 23                  | 4                   |                      |                      |                      |                      |
| 2018 | Alexander Owetschkin   | Russland           | LW  | Washington Capitals     | 24 | 15                  | 12                  | 27                  | 8                   |                      |                      |                      |                      |
| 2017 | Sidney Crosby          | Kanada             | C   | Pittsburgh Penguins     | 24 | 8                   | 19                  | 27                  | 10                  |                      |                      |                      |                      |
| 2016 | Sidney Crosby          | Kanada             | C   | Pittsburgh Penguins     | 24 | 6                   | 13                  | 19                  | 4                   |                      |                      |                      |                      |
| 2015 | Duncan Keith           | Kanada             | D   | Chicago Blackhawks      | 23 | 3                   | 18                  | 21                  | 16                  |                      |                      |                      |                      |
| 2014 | Justin Williams        | Kanada             | RW  | Los Angeles Kings       | 26 | 9                   | 16                  | 25                  | 35                  |                      |                      |                      |                      |
| 2013 | Patrick Kane           | Vereinigte Staaten | RW  | Chicago Blackhawks      | 23 | 9                   | 10                  | 19                  | 8                   |                      |                      |                      |                      |
| 2012 | Jonathan Quick         | Vereinigte Staaten | G   | Los Angeles Kings       | 20 |                     |                     |                     |                     | 16                   | 1,41                 | 94,6 %               | 3                    |
| 2011 | Tim Thomas             | Vereinigte Staaten | G   | Boston Bruins           | 25 |                     |                     |                     |                     | 16                   | 1,98                 | 94,0 %               | 4                    |
| 2010 | Jonathan Toews         | Kanada             | C   | Chicago Blackhawks      | 22 | 7                   | 22                  | 29                  | 4                   |                      |                      |                      |                      |
| 2009 | Jewgeni Malkin         | Russland           | C   | Pittsburgh Penguins     | 24 | 14                  | 22                  | 36                  | 51                  |                      |                      |                      |                      |
| 2008 | Henrik Zetterberg      | Schweden           | C   | Detroit Red Wings       | 22 | 13                  | 14                  | 27                  | 16                  |                      |                      |                      |                      |
| 2007 | Scott Niedermayer      | Kanada             | D   | Anaheim Ducks           | 21 | 3                   | 8                   | 11                  | 26                  |                      |                      |                      |                      |
| 2006 | Cam Ward               | Kanada             | G   | Carolina Hurricanes     | 23 |                     |                     |                     |                     | 15                   | 2,14                 | 92,0 %               | 2                    |
| 2004 | Brad Richards          | Kanada             | C   | Tampa Bay Lightning     | 23 | 12                  | 14                  | 26                  | 4                   |                      |                      |                      |                      |
| 2003 | Jean-Sébastien Giguère | Kanada             | G   | Mighty Ducks of Anaheim | 21 |                     |                     |                     |                     | 15                   | 1,62                 | 94,5 %               | 5                    |
| 2002 | Nicklas Lidström       | Schweden           | D   | Detroit Red Wings       | 23 | 5                   | 11                  | 16                  | 2                   |                      |                      |                      |                      |
| 2001 | Patrick Roy            | Kanada             | G   | Colorado Avalanche      | 23 |                     |                     |                     |                     | 16                   | 1,70                 | 93,4 %               | 4                    |
| 2000 | Scott Stevens          | Kanada             | D   | New Jersey Devils       | 23 | 3                   | 8                   | 11                  | 6                   |                      |                      |                      |                      |
| 1999 | Joe Nieuwendyk         | Kanada             | C   | Dallas Stars            | 23 | 11                  | 10                  | 21                  | 19                  |                      |                      |                      |                      |
| 1998 | Steve Yzerman          | Kanada             | C   | Detroit Red Wings       | 22 | 6                   | 18                  | 24                  | 22                  |                      |                      |                      |                      |
| 1997 | Mike Vernon            | Kanada             | G   | Detroit Red Wings       | 20 |                     |                     |                     |                     | 16                   | 1,76                 | 92,7 %               | 1                    |
| 1996 | Joe Sakic              | Kanada             | C   | Colorado Avalanche      | 22 | 18                  | 16                  | 34                  | 14                  |                      |                      |                      |                      |
| 1995 | Claude Lemieux         | Kanada             | RW  | New Jersey Devils       | 20 | 13                  | 3                   | 16                  | 20                  |                      |                      |                      |                      |
| 1994 | Brian Leetch           | Vereinigte Staaten | D   | New York Rangers        | 23 | 11                  | 23                  | 34                  | 6                   |                      |                      |                      |                      |
| 1993 | Patrick Roy            | Kanada             | G   | Montréal Canadiens      | 20 |                     |                     |                     |                     | 16                   | 2,13                 | 92,9 %               | 0                    |
| 1992 | Mario Lemieux          | Kanada             | C   | Pittsburgh Penguins     | 15 | 16                  | 18                  | 34                  | 2                   |                      |                      |                      |                      |
| 1991 | Mario Lemieux          | Kanada             | C   | Pittsburgh Penguins     | 23 | 16                  | 28                  | 44                  | 16                  |                      |                      |                      |                      |
| 1990 | Bill Ranford           | Kanada             | G   | Edmonton Oilers         | 22 |                     |                     |                     |                     | 16                   | 2,53                 | 91,2 %               | 1                    |
| 1989 | Al MacInnis            | Kanada             | D   | Calgary Flames          | 22 | 7                   | 24                  | 31                  | 46                  |                      |                      |                      |                      |
| 1988 | Wayne Gretzky          | Kanada             | C   | Edmonton Oilers         | 19 | 12                  | 31                  | 43                  | 16                  |                      |                      |                      |                      |
| 1987 | Ron Hextall            | Kanada             | G   | Philadelphia Flyers     | 26 |                     |                     |                     |                     | 15                   | 2,77                 | 90,8 %               | 2                    |
| 1986 | Patrick Roy            | Kanada             | G   | Montréal Canadiens      | 20 |                     |                     |                     |                     | 15                   | 1,92                 | 92,3 %               | 1                    |
| 1985 | Wayne Gretzky          | Kanada             | C   | Edmonton Oilers         | 18 | 17                  | 30                  | 47                  | 4                   |                      |                      |                      |                      |
| 1984 | Mark Messier           | Kanada             | C   | Edmonton Oilers         | 19 | 8                   | 18                  | 26                  | 19                  |                      |                      |                      |                      |
| 1983 | Billy Smith            | Kanada             | G   | New York Islanders      | 17 |                     |                     |                     |                     | 13                   | 2,68                 |                      | 2                    |
| 1982 | Mike Bossy             | Kanada             | RW  | New York Islanders      | 19 | 17                  | 10                  | 27                  | 0                   |                      |                      |                      |                      |
| 1981 | Butch Goring           | Kanada             | C   | New York Islanders      | 18 | 10                  | 10                  | 20                  | 6                   |                      |                      |                      |                      |
| 1980 | Bryan Trottier         | Kanada             | C   | New York Islanders      | 21 | 12                  | 17                  | 29                  | 16                  |                      |                      |                      |                      |
| 1979 | Bob Gainey             | Kanada             | LW  | Montréal Canadiens      | 16 | 6                   | 10                  | 16                  | 10                  |                      |                      |                      |                      |
| 1978 | Larry Robinson         | Kanada             | D   | Montréal Canadiens      | 15 | 4                   | 17                  | 21                  | 6                   |                      |                      |                      |                      |
| 1977 | Guy Lafleur            | Kanada             | RW  | Montréal Canadiens      | 14 | 9                   | 17                  | 26                  | 6                   |                      |                      |                      |                      |
| 1976 | Reggie Leach           | Kanada             | RW  | Philadelphia Flyers     | 16 | 19                  | 5                   | 24                  | 8                   |                      |                      |                      |                      |
| 1975 | Bernie Parent          | Kanada             | G   | Philadelphia Flyers     | 15 |                     |                     |                     |                     | 10                   | 1,89                 |                      | 4                    |
| 1974 | Bernie Parent          | Kanada             | G   | Philadelphia Flyers     | 17 |                     |                     |                     |                     | 12                   | 2,02                 |                      | 2                    |
| 1973 | Yvan Cournoyer         | Kanada             | RW  | Montréal Canadiens      | 17 | 15                  | 10                  | 25                  | 2                   |                      |                      |                      |                      |
| 1972 | Bobby Orr              | Kanada             | D   | Boston Bruins           | 15 | 5                   | 19                  | 24                  | 19                  |                      |                      |                      |                      |
| 1971 | Ken Dryden             | Kanada             | G   | Montréal Canadiens      | 20 |                     |                     |                     |                     | 12                   | 3,00                 |                      | 0                    |
| 1970 | Bobby Orr              | Kanada             | D   | Boston Bruins           | 14 | 9                   | 11                  | 20                  | 14                  |                      |                      |                      |                      |
| 1969 | Serge Savard           | Kanada             | D   | Montréal Canadiens      | 14 | 4                   | 6                   | 10                  | 24                  |                      |                      |                      |                      |
| 1968 | Glenn Hall             | Kanada             | G   | St. Louis Blues         | 18 |                     |                     |                     |                     | 8                    | 2,43                 |                      | 1                    |
| 1967 | Dave Keon              | Kanada             | C   | Toronto Maple Leafs     | 12 | 3                   | 5                   | 8                   | 0                   |                      |                      |                      |                      |
| 1966 | Roger Crozier          | Kanada             | G   | Detroit Red Wings       | 12 |                     |                     |                     |                     | 6                    | 2,34                 |                      | 1                    |
| 1965 | Jean Béliveau          | Kanada             | C   | Montréal Canadiens      | 13 | 8                   | 8                   | 16                  | 34                  |                      |                      |                      |                      |

## Ranglisten

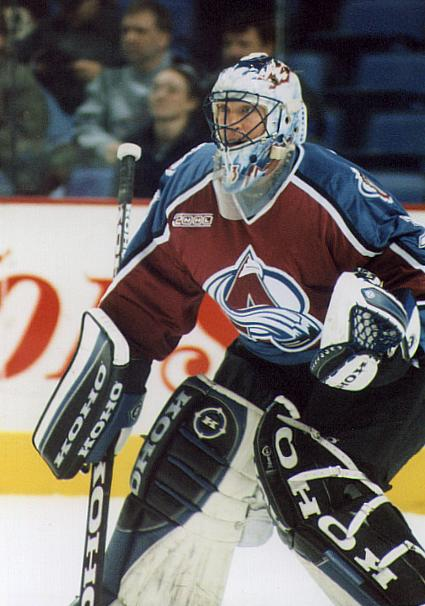
Patrick Roy gewann die Trophäe dreimal

Bisher konnten erst sechs Spieler die Conn Smythe Trophy mehrfach gewinnen: Der Torhüter Bernie Parent, der Verteidiger Bobby Orr und die Center Mario Lemieux, Wayne Gretzky und Sidney Crosby wurden je zweimal ausgezeichnet. Patrick Roy, der die Trophäe zweimal mit den Canadiens de Montréal und einmal mit der Colorado Avalanche gewann, war als bisher einziger Spieler dreimal erfolgreich.
Mit einem Anteil von ca. 85 % stammt ein Großteil der Gewinner aus Kanada. Erst im Jahr 1994 konnte mit Brian Leetch aus den Vereinigten Staaten erstmals ein Nicht-Kanadier die Auszeichnung gewinnen. Der Schwede Nicklas Lidström wurde 2002 als erster Europäer ausgezeichnet. Am häufigsten wurde die Trophäe bisher mit 21 Auszeichnungen an Mittelstürmer (Center) vergeben, gefolgt von Torhütern mit 17 Trophäen. Außerdem waren Verteidiger mit zwölf Titeln bisher häufiger erfolgreich als Außenstürmer. So konnten erst acht rechte und zwei linke Außenstürmer die Trophäe gewinnen.
Am häufigsten wurde die Auszeichnung bisher an Spieler der Canadiens de Montréal verliehen, die insgesamt neun Mal erfolgreich waren. Danach folgen die Detroit Red Wings, Pittsburgh Penguins und Edmonton Oilers mit je fünf ausgezeichneten Spielern sowie die New York Islanders und Philadelphia Flyers mit je vier. Die Philadelphia Flyers sind zudem das einzige Team, aus dem zwei Spieler mit der Conn Smythe Trophy ausgezeichnet wurden, obwohl sie in der jeweiligen Finalserie unterlagen. Die Toronto Maple Leafs, deren Betreiberorganisation die Trophäe gestiftet hatte, konnten sie seitdem nur ein einziges Mal gewinnen, als sie 1967 ihren bis heute letzten Stanley Cup errangen.
Die St. Louis Blues, deren Torwart Glenn Hall 1968 mit der Trophäe ausgezeichnet wurde, waren lange das einzige Team, das bereits eine Conn Smythe Trophy, aber noch keinen Stanley Cup gewinnen konnte; dies änderte sich im Jahre 2019.
|    | Nationalität       | Anzahl |
| -- | ------------------ | ------ |
| 1. | Kanada             | 50     |
| 2. | Vereinigte Staaten | 4      |
| 3. | Schweden           | 3      |
|    | Russland           | 3      |

|    | Position                   | Anzahl |
| -- | -------------------------- | ------ |
| 1. | Center (C)                 | 21     |
| 2. | Torhüter (G)               | 17     |
| 3. | Verteidiger (D)            | 12     |
| 4. | Rechter Flügelspieler (RW) | 8      |
| 5. | Linker Flügelspieler (LW)  | 2      |

|    | Mannschaft            | Anzahl |
| -- | --------------------- | ------ |
| 1. | Canadiens de Montréal | 9      |
| 2. | Detroit Red Wings     | 5      |
|    | Pittsburgh Penguins   | 5      |
|    | Edmonton Oilers       | 5      |
| 5. | New York Islanders    | 4      |
|    | Philadelphia Flyers   | 4      |
| 7. | Boston Bruins         | 3      |
|    | Chicago Blackhawks    | 3      |
|    | Colorado Avalanche    | 3      |
|    | Tampa Bay Lightning   | 3      |